# Port de Praia
Le Port de Praia (en portugais : Porto da Praia) est un port sur l'île de Santiago au Cap-Vert. 

## Caractéristiques
Le port compte un quai de pêche de 80 mètres de long, 3,5 mètres de large et 3 mètres de profondeur, ainsi qu'une unité de transformation et de commercialisation du poisson.
Le port abrite un terminal de passagers de 355 mètres de long.
Depuis 2014, le quai numéro 1 à une longueur de 460 mètres et une profondeur de 13,5 mètres.
Le parc à conteneurs de 8 hectares garantit une couverture de 436 TGS pour les conteneurs pleins, 736 TGS pour les conteneurs vides et 26 TGS pour les marchandises dangereuses. 
Le port est équipé de deux rampes roulantes et de bascules pour conteneurs. Pour le stockage de marchandises, le port dispose d'entrepôts d'une superficie totale de 10 000 m2 et d'un bâtiment équipé d'un scanner de conteneurs.

## Activités
Le port de Praia est le principal port de Santiago. 
Avec 817 845 tonnes de marchandises et 85 518 passagers traités en 2017, c'est le deuxième port le plus fréquenté du Cap-Vert, après le Porto Grande à São Vicente.
Depuis le port de Praia des traversiers assurent la liaison avec les îles de Brava, Fogo, São Nicolau, São Vicente, Maio, Boa Vista et Sal.

## Galerie

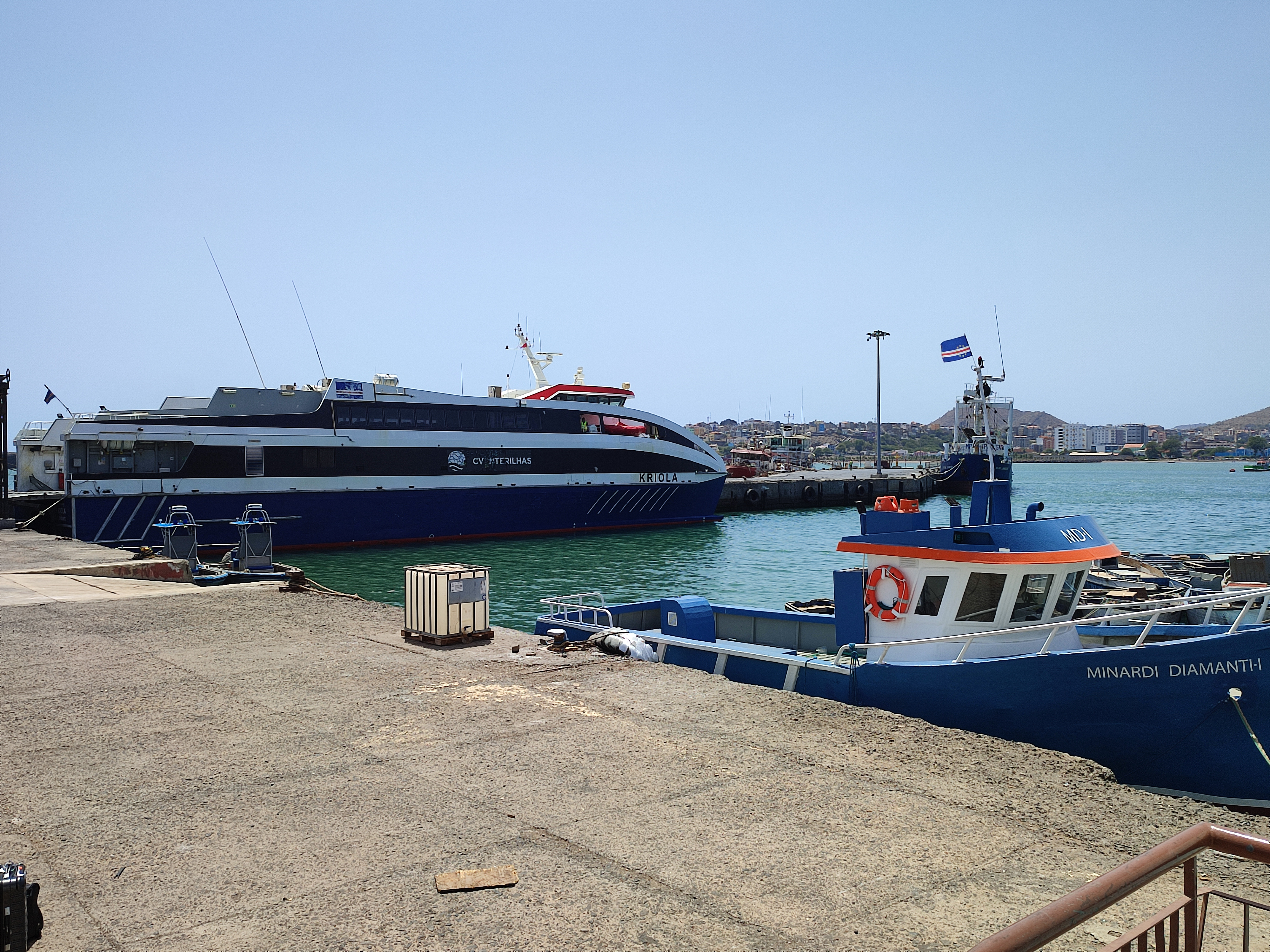
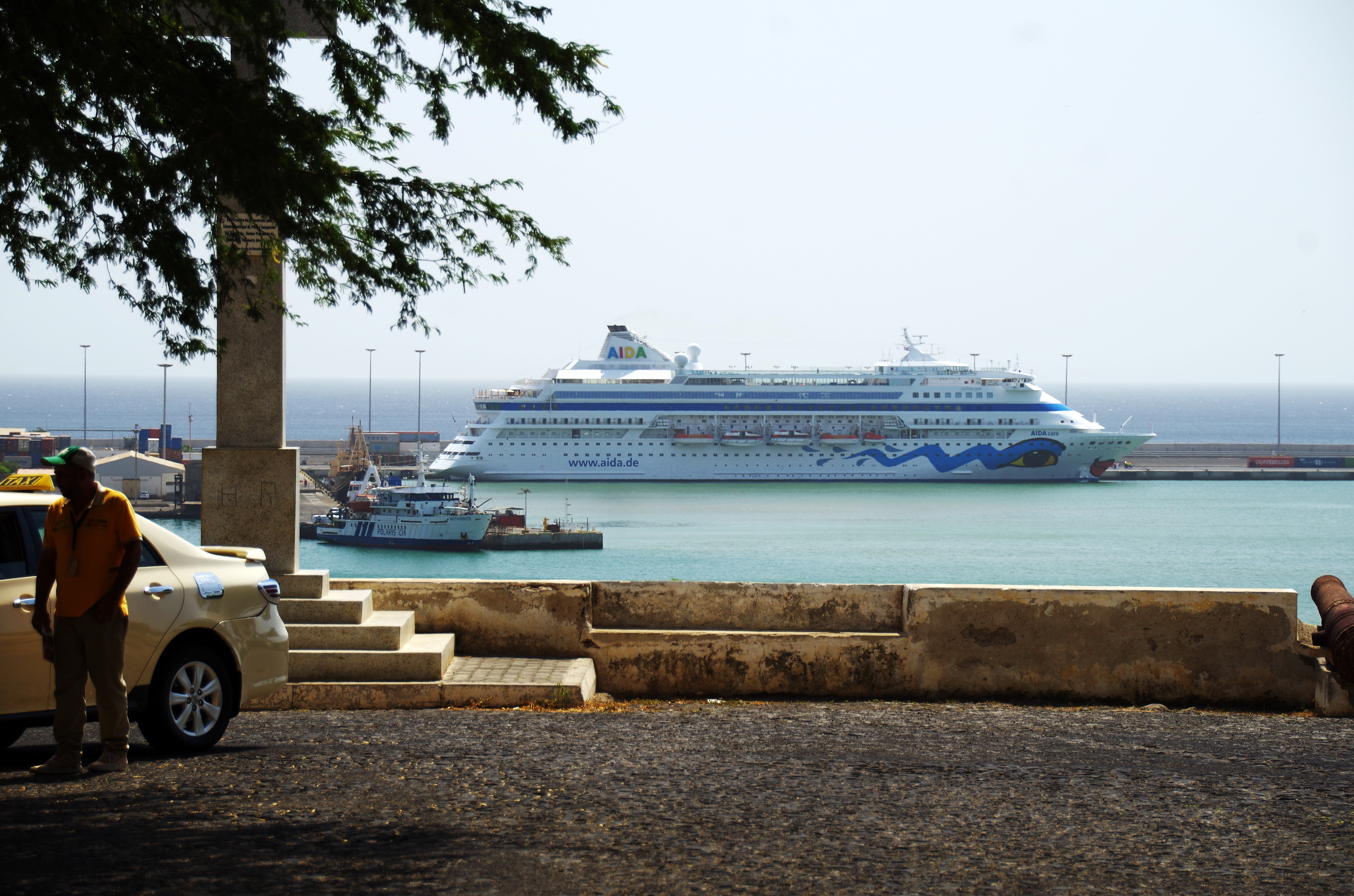
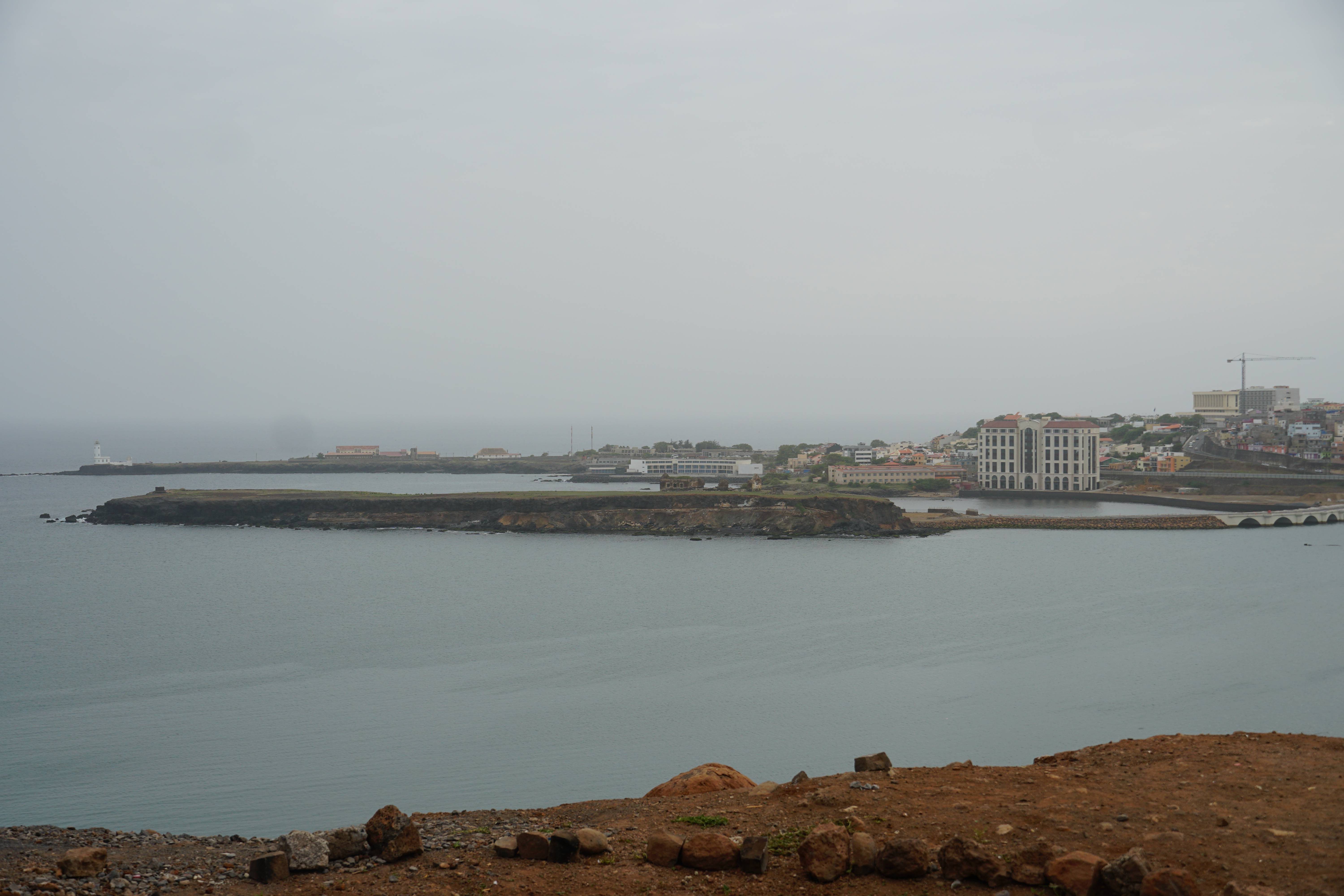